# Stoeberia
Stoeberia is een geslacht uit de ijskruidfamilie (Aizoaceae). De soorten uit het geslacht komen voor van in Namibië tot in de Kaapprovincie in Zuid-Afrika.

## Soorten
- Stoeberia arborea van Jaarsv.
- Stoeberia beetzii (Dinter) Dinter & Schwantes
- Stoeberia carpii Friedrich
- Stoeberia frutescens (L.Bolus) van Jaarsv.
- Stoeberia giftbergensis (L.Bolus) van Jaarsv.
- Stoeberia gigas (Dinter) Dinter & Schwantes
- Stoeberia utilis (L.Bolus) van Jaarsv.

... · 
Antimima · 
Argyroderma · 
Carpobrotus · 
Disphyma · 
Dorotheanthus · 
Gibbaeum · 
Lapidaria · 
Lithops · 
Mesembryanthemum · 
Sceletium · 
Tetragonia · 
...